# إيمي بالمر
إيمي بالمر (بالإنجليزية: Amy Palmer) هي منافسة ألعاب القوى أمريكية، ولدت في 20 أبريل 1975.

## وصلات خارجية
- إيمي بالمر على موقع الاتحاد الدولي لألعاب القوى (الإنجليزية)
- إيمي بالمر على موقع أوليمبيديا (الإنجليزية)